# Vulkan
 For alternative betydninger, se Vulkan (flertydig). (Se også artikler, som begynder med Vulkan)
| 1. Magmakammer 2. Oprindelige bjergarter 3. Pibe 4. Oprindeligt terræn 5. Lagparallel gang 6. Sidepibe 7. Askelag udspyet af vulkanen | 8. Side 9. Lavalag udspyet af vulkanen 10. Hals 11. Parasitisk kegle 12. Lavastrøm 13. Udgang 14. Krater 15. Askesky |

En vulkan er en åbning eller sprække i jordoverfladen der tillader varm, smeltet bjergart (magma), aske og gasser at undvige til overfladen fra dybe niveauer under overfladen. 
Der er omkring 1900 vulkaner på land og på øer, men der er mange flere undervands vulkaner.
Studiet af vulkaner kaldes vulkanologi.

## Etymologi
Ordet vulkan er afledt af Vulcano, navnet på en vulkansk ø i det Tyrrhenske hav nord for Sicilien. Denne ø er igen navngivet efter Vulcanus, ildguden i den romerske mytologi.

## Pladetektonik og vulkanisme
Langt den meste vulkanisme på Jorden forekommer nær grænserne af tektoniske plader. 

### Spredningszoner
Hvor to oceanbundsplader glider væk fra hinanden kan magma trænge op og udfylde det opståede tomrum. Dette fænomen danner de såkaldte oceanrygge ved undersøiske lavaudbrud. Enkelte steder i verden forekommer spredningszoner på land, blandt andet i Østafrika og i Island. Under Island findes desuden et hotspot, som i kombination med den Midtatlantiske ryg forårsager den intensive vulkanaktivitet på Island.

### Subduktionszoner
Eksplosive vulkaner dannes typisk ved subduktionszoner, hvor en oceanplade dykker ned under en kontinentalplade. Derved dannes i stor dybde magma, som stiger op mod overfladen. Magmaen vil normalt ikke trænge direkte op til overfladen, men samle sig i et magmakammer i nogle kilometers dybde. Her kan den opholde sig i lang tid, ofte hundreder eller tusinder af år. Måske størkner magmaen i dybden og når aldrig overfladen. Hvis trykket i magmakammeret imidlertid bliver højt nok, kan magmaen bryde frem til overfladen som et vulkanudbrud. Magma ved subduktionszoner har ofte en høj viskositet, idet den indeholder meget kiselsyre. Dette tenderer til at gøre magmaen eksplosiv, da opløste gasser såsom vanddamp og kuldioxid ikke nemt kan undslippe. Når magmaen udsættes for et pludseligt trykfald ved udbruddet vil gasserne få den til at udvide sig eksplosivt og danne aske og andre faste udbrudsprodukter. Sådan magma kan forårsage enorme eksplosive vulkanudbrud, som f.eks. Krakatau i 1883 eller Pinatubo i 1991. Men hvis magmaen er i stand til at slippe af med det meste gas, før den når overfladen, vil den hovedsagelig blive til flydende lava. Denne type udbrud er mindre voldsomme og karakteristiske for vulkaner som f.eks. Etna.

### Hotspots
Vulkaner forekommer dog også nogle steder inde midt på de tektoniske plader. Dette kaldes et hotspot. Årsagen til hotspots er ikke fuldt afklaret, men de formodes at skyldes opstigende søjler af varmt materiale kaldet diapirer, som fra grænsen af jordens kerne stiger op gennem kappen lidt ligesom i en lavalampe. Et hotspot er stationært, hvilket betyder, at efterhånden som den tektoniske plade flytter sig, vil der blive dannet nye vulkaner. 
Det mest berømte hotspot har skabt øgruppen Hawaii midt i Stillehavet. Et andet velstuderet hotspot er Yellowstone, hvis aktivitet kan spores 50 millioner år tilbage.

### Undersøiske vulkaner
Det skønnes at mere end 70% af den vulkanske aktivitet finder sted under vandet, og at de undersøiske vulkaner, aktive som udslukte, understøtter rige økosystemer, jf.
hydrotermisk væld. Nogle af de undersøiske vulkaner dukker op af havet og bliver til øer som f.eks. Surtsey, Hawaii og De kanariske øer.
En af de mest aktive undersøiske vulkaner er Axial Seamount i Stillehavet.

## Vulkantyper
Vulkaner kan inddeles i en række typer, som beskriver deres fremtoning og udbrudstyper.

### Spalteåbninger
I spredningszoner såsom på Island kan udbrud opstå som kilometerlange spalter i landskabet, hvor letflydende lava vælder op, ofte i form af imponerende fontæner. Sådanne udbrud kan producere meget store mængder lava og dække store områder med lavamarker. Et aktuelt eksempel er det voluminøse Holuhraun-udbrud i Island.

### Skjoldvulkaner
En skjoldvulkan har en bred, men ret flad profil med kun let skrånende sider. Sådanne vulkaner dannes af letflydende lava, som kan strømme over store afstande. Skjoldvulkaner forekommer mest i spredningszoner og ved hotspots. Kendte eksempler er Skjaldbreiður på Island, der har givet navn til vulkantypen, og Mauna Loa på Hawaii.

### Stratovulkaner
Den mest almindelige type er stratovulkanen eller keglevulkanen. En stratovulkan består af mange lag af lava og tefra, som er dannet ved gentagne udbrud. Resultatet er en vulkan med stejle skråninger. Stratovulkaner er normalt knyttet til subduktionszoner og forårsager typisk eksplosive udbrud, omend mere fredelige lavaudbrud også forekommer. Et klassisk eksempel er Fujibjerget i Japan.

### Caldera
I tilfælde af meget voldsomme udbrud kan magmakammeret tømmes for så meget magma, at trykket falder stærkt og "loftet" ikke længere kan bære den overliggende vulkankegle. Derved styrter hele vulkanen ned i magmakammeret og danner en caldera, som er en mere eller mindre cirkelformet fordybning, hvor keglen lå før. Calderaer er typisk adskillige kilometer i diameter og dannes kun ved meget store udbrud med flere kubikkilometer udbrudt materiale.

### Supervulkaner
Et ekstremt voldsomt, men også meget sjældent fænomen er såkaldte superudbrud på mange hundrede eller sågar over tusind kubikkilometer udbrudt materiale. En sådan vulkan kaldes en supervulkan. Konsekvenserne af et sådan udbrud er enorme, ikke mindst på grund af gigantiske mængder svovldioxid, som sendes højt op i stratosfæren og derved kan forårsage alvorlige klimaændringer med kraftige temperaturfald på globalt plan i mange år. Heldigvis forekommer sådanne udbrud kun med mange tusinde års mellemrum. Det meste kendte eksempel er nok Yellowstone i USA, som sidst forårsagede et superudbrud for 600.000 år siden. Et mere nyligt eksempel er Lake Toba, som eksploderede for bare 70000 år siden i et af de størst kendte udbrud i den geologiske historie. Udbruddet frigav en enorm mængde på 2800 km3 materiale.

## Størrelsen af vulkanudbrud
Den relative størrelse af eksplosive vulkanudbrud er forsøgt standardiseret ved indførelse af en skala fra 0 til 8 af vulkansk eksplosiv indeks (VEI-skalaen, efter VEI, Volcanic Explosivity Index). Krakatau VEI 6 eksploderede i 1883 med en energiudladning på ca. 150 megaton TNT (630 PJ)– et af de største vulkanudbrud i historisk tid. Mount St. Helens eksploderede i 1980 med en energiudladning på 24 megaton TNT (100 PJ) svarende til VEI 5. Udbrud på VEI 8 betragtes som superudbrud.
VEI skalaen gælder i princippet kun for eksplosive udbrud, selvom store, men ikke særligt eksplosive lavaudbrud sommetider også tildeles en VEI værdi. Det enorme Laki-udbrud i 1783 på over 12 km3 lava regnes derfor for et VEI-6 udbrud, selvom udbruddet i hovedsagen var ikke-eksplosivt.

### Store lavaudbrud
Jordens overflade er delvis et resultat af store lavaudbrud igennem Jordens geologiske tidsaldre:
- De sibiriske trapper er et enormt område i Sibirien oversvømmet med lava for 251 millioner år siden. Det anslås at udbruddet har været på 3 millioner km3 og har sammenhæng med Perm–Trias udslettelsen, en massedød, hvor 97% af livet på jorden uddøde.
- Deccan-trapperne er et stort område i Indien, Deccanplateauet, oversvømmet med lava for 66,25 millioner år siden. Det anslås at udbruddet har haft en vis betydning for bl.a. dinosaurernes udryddelse i forbindelse med Kridt-Palæogen-grænsen.
- Emeishan-trapperne er et stort område i Kina der blev oversvømmet med 300,000 km3 lava for 262-261 millioner år siden.

## Skadevirkninger
Vulkanudbrud påvirker afhængigt af deres størrelse og type deres omgivelser i større eller mindre omfang. Store udbrud kan ligefrem have globale effekter i form af temperaturændringer. Hvor mennesker lever tæt på vulkaner kan udbrud forårsage store materielle skader og kræve menneskeliv.

### Vulkanske gasser
Ved udbrud slipper der typisk store mængder gasser ud. Gasser som kuldioxid og svovldioxid udgør en stor fare for omgivelserne. Kuldioxid er tungere end luft og kan samle sig i lavninger, hvor den kvæler levende væsener. En berygtet katastrofe indtraf ved Nyossøen i 1986, hvor søen pludselig frigav store mænger kuldioxid, som dræbte 1700 mennesker. Søen ligger i et vulkansk område og kuldioxiden fra en magmalomme var trængt op i søen fra undergrunden, hvorved vandet blev mættet med gas, som så blev frigivet ved en voldsom bundvending. Svovldioxid er giftigt. I moderate mængder forårsager det irritation i luftvejene og i store koncentrationer er det akut giftigt. Desuden omdannes svovldioxid i løbet af kort tid til svovlsyre. I troposfæren bliver svovlsyren opløst i vanddråber og kan falde til jorden som skadelig syreregn. Hvis svovldioxiden bliver pumpet op i stratosfæren ved meget kraftige udbrud kan der dannes aerosoler af svovlsyredråber, som effektivt reflekterer sollys ud i verdensrummet. Resultatet kan være en afkøling af jorden. Det gigantiske Tambora-udbrud i 1815 var årsagen til en global afkøling, som blev kendt som Året uden sommer i Europa.

### Aske
Vulkansk aske kan forårsage skader på forskellig vis. Omend asken ikke er direkte giftig, kan den trænge ned i luftvejene på mennesker og forårsage luftvejsirritationer og værre problemer. Asken er stærkt slibende og kan skade køretøjer, hvis den bliver suget ind i motoren. Jetmotorer er meget følsomme overfor aske og kan i værste fald sætte helt ud, hvis et fly flyver ind i en askesky. Denne bekymring forårsagede den omfattende lukning af luftrummet over Europa i forbindelse med vulkanen Eyjafjallajökulls udbrud i 2010. Tæt på vulkanen kan vægten af tykke askelag på tage få bygninger til at styrte sammen. Askelag deponeret nær vulkanen kan også mobiliseres af kraftig nedbør og danne ødelæggende mudderstrømme kaldet lahars. Sådanne lahars forårsagede blandt andet 1500 døde i tiden efter Pinatubo udbruddet i 1991. Dette var langt flere end det antal, som døde direkte som resultat af udbruddet.

### Pyroklastiske strømme
Et særligt farligt fænomen ved eksplosive vulkaner er glødende laviner af gasser og aske kaldet pyroklastiske strømme, som bevæger sig nedad vulkanens sider med høj hastighed. Sådanne laviner med temperaturer op til 1000°C kan bevæge sig med flere hundrede kilometer i timen og tilintetgør alt undervejs. Det var pyroklastiske strømme, som ødelagde byerne Pompeii og Herculaneum som følge af Vesuvs kæmpeudbrud i år 79.

### Lava
Lavastrømme kan også lave alvorlige skader, hvis byer eller infrastruktur ligger i vejen. Direkte dødsofre er sjældne, da lava normalt bevæger sig ret langsomt og beboere derfor har tid til at evakuere.

### Jordskælv
Store vulkanudbrud ledsages ofte af jordskælv, som kan skade bygninger nær vulkanen. En særlig risiko er vulkaner i eller ved havet, som kan forårsage tsunamier, hvis de eksploderer. Langt de fleste af de 36000 dødsofre ved Krakataus udbrud i 1883 omkom som følge af op til 30 meter høje tsunamier, som skyllede op på kysterne på de omkringliggende øer.

## De farligste vulkaner
Forskere har udnævnt ti vulkaner som de farligste, vurderet efter den realistiske risiko for at de kommer i udbrud inden for de næste 100 år og dræber mere end en million mennesker.
1. Iwo Jima (Ioto), Japan. Risiko for et stort udbrud og at en 25 m tsunami rammer Japan, Filippinerne og Kina.
2. Apoyeque, Nicaragua. Risiko for hovedstaden Managua.
3. Campei Flegrei  Italien, Europas største vulkan. Risiko for Napoli.
4. Aso, Japan. Risiko for Kumamoto og Nagasaki. 
5. Det mexikanske vulkanbælte. Risiko for Mexico City, Pueblo og Toluca. 
6. Gunung Agung, Indonesien. Risiko for Bali. 
7. Mount Cameroon (or Mongo ma Ndemi), Cameroun. Risiko for Buea, Douala. 
8. Taal, Volcano Island, Bombon-søen eller Taal-søen. Risiko for  Manilla. 
9. Mayon, Filippinerne. Risiko for Legazpi. 
10 Gunung Kelud, Indonesien. Risiko for Malang.

## Kendte vulkaner
Livescience har en liste over de ti største vulkanudbrud i historien. Global Volcanism Program har en omfattende liste over alle Jordens aktive vulkaner.
- Bárðarbunga, Island, i 2014 forårsaget stort udbrud i Holuhraun lavamarken
- Erebus, Antarktis
- Etna, Italien
- Eyjafjallajökull, Island, udbrud i 2010 forårsagede flykaos i Europa.
- Mount Fuji (Fuji-san), Japan - seneste udbrud i 1707
- Grímsvötn, Island udbrud i 1996 med stort jøkelløb, sidste udbrud i 2011
- Gunung Merapi, Indonesien
- Hekla, Island
- Katmai og Novarupta, USA; Novarupta-udbruddet i 1912 var det største vulkanudbrud i det 20. århundrede.
- Kilimanjaro, Tanzania (udslukt)
- Krakatau, Indonesien
- Mauna Loa, Hawaii, USA
- Montagne Pelée, Martinique, Små Antiller; Frankrig; 30.000 ofre i 1902. Sidst i udbrud i 1932.
- Nevado del Ruiz, Colombia, 25000 ofre ved udbrud i 1985
- Pinatubo, Filippinerne; 1991 udbruddet var sammen med Novarupta-udbruddet det største i det 20. århundrede.
- Popocatépetl, Mexico
- Ruapehu, New Zealand
- Santorini, Grækenland
- (La) Soufrière , Guadeloupe, Små Antiller; Frankrig, Sidst i udbrud i 1979.
- Stromboli, Italien, uafbrudt aktiv de seneste 2500 år.
- St. Helens i Washington, USA
- Surtsey, Island. Ny ø dannet ved udbrud i 1963.
- Tambora, Indonesien, VEI-7 udbrud i 1815, det største vulkanudbrud i historisk tid[11]
- Toba, supervulkan på Sumatra med VEI-8 udbrud for ca. 70.000 år siden.
- Pico del Teide, Tenerife, Spanien
- Vesuv, Italien
- Vulcano, Italien

## Vulkaner på andre himmellegemer
- Olympus Mons Mars
- Tvashtar på Io, en af Jupiters galileiske måner
- Loki og Pillan Patera på Io, en af Jupiters galileiske måner[12]

## Eksterne links og henvisninger
- Wikimedia Commons har flere filer relateret til Vulkan

1. ↑  How volcanoes explode in the deep sea. Phys. Org. 2020
2. ↑  Just how long has the Yellowstone Hotspot been around? USGS 2025
3. ↑  Underwater Volcano Could Release Noxious Gas Bubbles Bigger Than The Pyramids. ScienceAlert 2019
4. ↑  The Most Active Volcano in The Northeast Pacific Is Preparing to Erupt. Science Alert 2025
5. ↑  Volcanic eruptions that changed human history. Sciencedaily 2015
6. ↑  Top 10 Most Dangerous Volcanoes. EarthSky
7. ↑  "A massive hidden "super volcano" near Pompeii and Naples could kill us all. Science Dump". Arkiveret fra originalen 7. december 2015. Hentet 6. december 2015.
8. ↑  Potential for rupture before eruption at Campi Flegrei caldera, Southern Italy. Nature 2023
9. ↑  The 10 Biggest Volcanic Eruptions in History. Livescience
10. ↑  Smithsonian Institution - National Museum of Natural History: Global Volcanism Program
11. ↑  Tambora 1815. Just how big was the eruption? Wired Science
12. ↑  Lava Lake on Moon of Jupiter Revealed in Remarkable Detail. National Geographic

- "Vulkaner" (Geoviden 2007, nr. 4) Arkiveret 9. oktober 2010 hos  Wayback Machine
- Erik Schou Jensen: "Kan vulkanudbrud påvirke jordens klima?" (Geologi-nyt fra GEUS, Nr. 4; 2000) Arkiveret 21. januar 2016 hos  Wayback Machine
- Vulkaneksperten: Hjemmeside for Henning Andersen
- Vulkaner. Vesuv, Campi Flegrei, Etna og Stromboli af Henning Andersen, 2015
- Top 10: Verdens vildeste vulkaner. Politiken.dk
- Volcano Discovery